# Kaumberg
Kaumberg é um município da Áustria localizado no distrito de Lilienfeld, no estado da Baixa Áustria.